# Ma sœur (chanson de Clara Luciani)
Pour les articles homonymes, voir Ma sœur.
Singles de Clara Luciani
Nue
(2019) Le Reste
(2021)
Pistes de Sainte-Victoire
Bovary
(15) Allô
(17)
Ma sœur est une chanson écrite, composée et interprétée par Clara Luciani et co-composée par Ambroise Willaume, parue sur l'album Sainte-Victoire. 
La chanson est sortie le 18 octobre 2019 en tant que cinquième single extrait de l'album et le premier de sa « super-édition ». Le clip, produit par Brice Van der Haegen, est sorti le 22 novembre 2019.

## Thème des paroles
Dans la chanson, Clara Luciani fait l'éloge de sa sœur aînée Léa Luciani, plus connue sous le nom d'artiste Ehla.

## Clip
Le clip réalisé par Brice VDH et Simon Vanrie met en scène l’artiste aux côtés de sa sœur Léa, du mannequin Caroline de Maigret et de la journaliste et écrivaine Sophie Fontanel. On fait également la connaissance des meilleures amies de la chanteuse, Emilie Crambes, Sarah Benabdallah (Mauvais Œil) et Lisa Boostani “des femmes inspirantes, fortes, indépendantes et toutes magnifiques à leur façon” selon elle. Ces scènes de belle complicité sont entrecoupées par des images d’archives.

## Liste de titres
| 1. | Ma sœur | Clara Luciani, Sage | 3:36 |

## Crédits
- Écrit par Clara Luciani
- Composé par Clara Luciani et Sage
- Produit par Sage, Yuksek
- Basse: Sage
- Batterie: Antoine Boistelle
- Claviers: Sage
- Cordes: Sage
- Guitare: Sage
- Percussions: Sage
- Piano: Sage
- Mix et mastering: Yuksek

## Classements

### Classements hebdomadaires
| Classement (2019-20)                    | Meilleure position |
| --------------------------------------- | ------------------ |
| Belgique (Wallonie Ultratip 50)         | 1                  |
| Belgique (Wallonie Ultratop 50 Airplay) | 36                 |
| France (SNEP)                           | 151                |
| France (SNEP Radio)                     | 13                 |
| France (SNEP Ventes)                    | 9                  |

### Certifications
| Pays   | Organisme | Certification | Seuil                            |
| ------ | --------- | ------------- | -------------------------------- |
| France | SNEP      | Or            | 15 millions d'équivalent streams |

## Historique de sortie
| Pays   | Date             | Format                    | Label                   |
| ------ | ---------------- | ------------------------- | ----------------------- |
| France | 18 octobre 2019  | Téléchargement, streaming | Initial Artist Services |
| France | 22 novembre 2019 | Clip vidéo                | Initial Artist Services |